# ヨシケイこうべ
株式会社ヨシケイこうべは、兵庫県小野市二葉町に本社を置く食品企業である。
ヨシケイ開発株式会社のフランチャイジーにあたる。

## 沿革
- 2008年 5月 - ヨシケイ・ナラの分社化により小野市に株式会社ヨシケイこうべを設立
- 2011年 8月 - 神戸市東灘区に御影営業所を開設
- 2018年 11月 - 神戸市須磨区に須磨営業所を開設

## サービス概要
神戸市を中心に食材宅配サービスを展開している。